# François de Beaucaire de Péguillon
Pour les articles homonymes, voir Beaucaire.
François de Beaucaire de Péguillon ou François de Beaucaire de Puyguillon (1514-1591) a été évêque de Metz de 1555 à 1568. Il est connu aussi comme théologien et comme historien.

## Biographie
François de Beaucaire de Péguillon appartient à une famille bourbonnaise. Il est né le 15 avril 1514 au château de la Crête à Audes. Il est élevé au château de Chantelle, où il côtoie les ducs de Bourbon, auxquels sa famille est attachée.
Il a été précepteur du cardinal Charles de Lorraine. Le cardinal a nié ce fait au concile de Trente, mais il est probable qu'il a alors menti par calcul politique.
Attaché au cardinal Charles de Lorraine en qualité de secrétaire, il le suit à Rome en 1554 où il fréquente Paul Jove. Le cardinal de Lorraine le nomme abbé de Saint-Germain d'Auxerre et de Regny.
Il se distingue au concile de Trente par son éloquence. Il prononce notamment un discours  sur la bataille de Dreux (publié en 1563) remarqué pour la hardiesse de ses propos qui dénoncent les abus qui minent le catholicisme et enjoignent à l'Église d'entreprendre de profondes réformes. Il y soutient des positions gallicanes en affirmant que les évêques, investis par Dieu directement, ne peuvent pas être les simples délégués du pape. Il rédige le décret sur les mariages clandestins qui se trouve dans les actes du concile. Ce sujet avait été l'occasion d'intenses débats pendant le concile.
En 1555, Robert de Lenoncourt, alors en déplacement à Rome pour le conclave qui suivit le décès de Jules III, remet l'évêché de Metz au cardinal de Lorraine. Celui-ci le confie à François de Beaucaire, tout en en conservant la gestion du temporel.
Des tensions avec les calvinistes de la ville de Metz le portent en 1568 à se démettre de son évêché en faveur de Louis de Lorraine. 
Il se retire en son château de La Creste pour se consacrer à l'étude. Il y rédige notamment une histoire de France, couvrant la période de 1461 à 1569, très favorable à la famille des Guise. Il renonce à la faire éditer de peur d'embarrasser des puissants de son époque qui y sont présentés sous un jour peu flatteur. Elle sera publiée en 1625 sous le titre Rerum gallicarum commentaria ab anno 1461 ad annum 1580 par Philippe Dinet, sieur de Saint-Romain.
En 1567, il publie un Traité des enfants morts dans le sein de leur mère où il s'oppose aux doctrines calvinistes sur le salut des enfants mort-nés sans avoir pu recevoir le baptême.
Il est mort le 14 février 1591 à La Creste et il est enterré dans l'église d'Audes, où l'on peut encore voir son tombeau.
Il était seigneur de La Creste, mais aussi de Liénesse, à Neuilly-en-Dun (Cher).